# Добровник
Добровник (словен. Dobrovnik) — поселення в общині Добровник, Помурський регіон, Словенія. Висота над рівнем моря: 172,3 м.